# CityLife (Milan)
 (septembre 2016).
Si vous disposez d'ouvrages ou d'articles de référence ou si vous connaissez des sites web de qualité traitant du thème abordé ici, merci de compléter l'article en donnant les références utiles à sa vérifiabilité et en les liant à la section « Notes et références ».
CityLife est un quartier d'affaires, résidentiel et commercial en construction près du pôle FieraMilanoCity, au nord-ouest du centre historique de Milan, en Italie.

## Bâtiments saillants du projet
- Tour Allianz ou Torre Isozaki (Il Dritto) : 209,2 mètres.

- Tour Generali ou Torre Hadid (Lo Storto) : 177 m.

- Tour Libeskind ou Torre PwC (Il Curvo) : 175 m
- CityWave (Lo Sdraiato) : 110 m.